# Peter Washington
Peter Washington est un contrebassiste de jazz américain né le 28 août 1964 à Los Angeles (Californie).
Il commence la contrebasse classique au collège, et joue de la basse électrique et de la guitare dans divers groupes de rock au lycée.  De 1983 à 1986, il fait des études d'anglais à l'Université de Californie à Berkeley.  Parallèlement, il continue la contrebasse classique avec l'orchestre symphonique de l'université et avec le San Francisco Youth Symphony.  Il s'intéresse au jazz et travaille bientôt dans la baie de San Francisco avec John Handy, Bobby Hutcherson, Johnny Coles, Harold Land entre autres.
En avril 1986, il rejoint les Jazz Messengers d'Art Blakey et déménage à New York.  Il reste avec les Messengers jusqu'en septembre 1999 et développe en parallèle une carrière de sideman qui l'amène à enregistrer un grand nombre de disques (53 enregistrements pour Criss Cross à ce jour).
Il est un membre permanent du trio de Bill Charlap.